# Plain (Manche)
Pour les articles homonymes, voir Plain.
Le Plain est une région du Cotentin, au sud du Val de Saire. Il est délimité à l'ouest par le Merderet et à l'est par la mer de la Manche. Il se situe entre Valognes et Carentan. Les deux communes les plus importantes sont Montebourg et Sainte-Mère-Église. De nombreux noms de communes ou communes déléguées du Plain sont suivis du déterminant complémentaire au-Plain, telles qu’Angoville-au-Plain, Beuzeville-au-Plain et Neuville-au-Plain, rappelant leur localisation dans cet ancien doyenné.

## Géographie
Les plages d'Utah Beach et de Sainte-Marie-du-Mont font partie du top 10 des plages françaises le plus recherchées.

### Géologie
Bien que le Cotentin appartienne au Massif armoricain pour sa majeure partie, le Plain fait partie du Bassin parisien — alors même que les îles Saint-Marcouf sont dans le Massif armoricain. On y trouve des calcaires argileux du  Sinémurien.

## Étymologie
Au XIIe siècle, l'écrivain Wace fait la distinction entre « Li païsan et li vilain, Cil del boscage et cil del plain. », c'est-à-dire entre les paysans du bocage et ceux de la plaine. En effet, plain est une ancienne forme masculine de plaine que l'on retrouve également dans le pays de Caux dans le nom d'une petite région appelée les Plains.

## Histoire

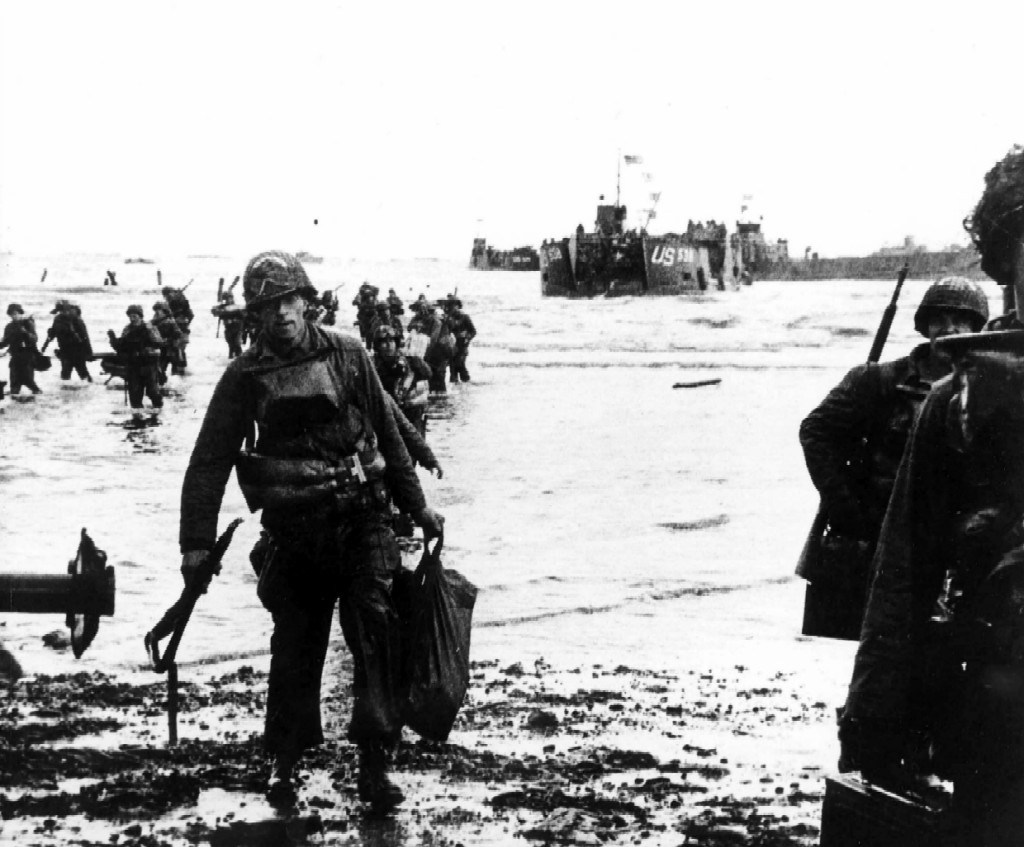
Troupes américaines débarquant.

Des lieux connus pour les évènements qui s'y sont déroulés lors du débarquement allié en Normandie, tels qu’Utah Beach et Sainte-Mère-Église, sont situés dans le Plain.

## Économie

### Agriculture
Le Plain fait partie de la zone d'appellation d’origine contrôlée, Isigny-Sainte-Mère.
L'élevage de chevaux y joue un rôle important. Le Plain est considéré comme le berceau de la race anglo-normande, issue du croisement entre étalons anglais et juments du Cotentin.

### Énergie
L'énergie produite par le parc éolien offshore géant Centre Manche 1 devrait transiter par Saint-Marcouf-de-l'Isle pour gagner le poste de Menuel.

### Cartes
1. ↑  « Lithothèque normande - carte », sur Université de Caen.
2. ↑  Parc éolien offshore Centre Manche 1 [image], sur eoliennesenmer.fr.